# Cornelia Zanger
Cornelia Zanger, geborene Martin, (* 16. Juli 1953 in Großenhain in Sachsen) ist Professorin für Marketing und Handelsbetriebslehre an der TU Chemnitz.

## Leben
Zanger studierte von 1972 bis 1976 Betriebswirtschaftslehre an der TU Dresden. Anschließend promovierte und habilitierte Zanger bis 1984 an derselben Universität auf dem Gebiet des F & E-Managements. Anschließend war Zanger bis 1990 im Vertrieb eines Softwarehauses tätig. 1990 wurde sie wissenschaftliche Mitarbeiterin an der TU Dresden, danach bis 1991 Gastprofessorin für Innovationsmanagement an der Universität Kiel. Von 1992 bis 1994 lehrte sie als Professorin für Allgemeine Betriebswirtschaftslehre an der RWTH Aachen und seit 1994 ist Cornelia Zanger Professorin für Marketing und Handelsbetriebslehre an der TU Chemnitz. Einen Ruf der Universität Hamburg auf den Lehrstuhl für Handel und Marketing lehnte sie 1998 ab.
An der TU Chemnitz engagiert sich Zanger in der akademischen Selbstverwaltung. So gehörte sie u. a. dem Fakultätsrat der Fakultät für Wirtschaftswissenschaften an und amtierte bis zum 30. September 2003 als Dekanin der Fakultät. In der ersten Amtszeit des Rektorats von Klaus-Jürgen Matthes hatte sie von 2003 bis 2006 das Prorektorat für Lehre und Studium inne und bekleidet seit dem 1. Oktober 2006 das Amt der Prorektorin für Marketing und internationale Beziehungen. Nach der am 18. Oktober 2011 erfolgten Wahl Arnold van Zyls zum neuen Rektor und dem damit verbundenen Ende der Amtszeit von Matthes übernahm Zanger bis zur Bestellung des neugewählenden Rektors durch das Sächsische Staatsministerium für Wissenschaft und Kunst die Verwesung des Rektorats.
Zanger ist verheiratet und Mutter von Zwillingen.